# Sakhalinka (Tomsk)
|  | Per a altres significats, vegeu «Sakhalinka». |

Sakhalinka (en rus: Сахалинка) és un poble de l'óblast de Tomsk, a Rússia, que el 2015 tenia 71 habitants.